# Aloe ambigens
Aloe ambigens är en grästrädsväxtart som beskrevs av Emilio Chiovenda. Aloe ambigens ingår i släktet Aloe och familjen grästrädsväxter. Inga underarter finns listade i Catalogue of Life.